# San Giovanni Leonardi (titolo cardinalizio)
San Giovanni Leonardi (in latino Titulus Sancti Ioannis Leonardi) è un titolo cardinalizio istituito da papa Francesco il 7 dicembre 2024. Il titolo insiste sulla chiesa di San Giovanni Leonardi a Torre Maura.
Dal 7 dicembre 2024 il primo titolare è il cardinale giapponese Tarcisius Isao Kikuchi, S.V.D., arcivescovo metropolita di Tokyo.

## Titolari
- Tarcisius Isao Kikuchi, S.V.D., dal 7 dicembre 2024